# Limnophila hyaloptera
Limnophila hyaloptera är en tvåvingeart som först beskrevs av Philippi 1866.  Limnophila hyaloptera ingår i släktet Limnophila och familjen småharkrankar. Inga underarter finns listade i Catalogue of Life.